# Playa Pascual
Playa Pascual és una antiga localitat balneària del departament de San José, al sud de l'Uruguai, la qual forma part des del 2006 de la Ciudad del Plata. La ruta nacional 1 connecta Playa Pascual amb Montevideo. Limita amb Santa Mónica al nord-est. Tots dos municipis, al costat d'altres poblacions properes, van ser integrats el 2006 a la Ciudad del Plata.

## Població
Segons les dades del cens de 2004, Playa Pascual tenia una població aproximada de 5.653 habitants.
| 1963 | 1975 | 1985 | 1996 | 2004 | 2011 |
| ---- | ---- | ---- | ---- | ---- | ---- |
| 380  | 2283 | 2797 | 4584 | 5653 | 6870 |